# Cadillac Lyriq
Cadillac Lyriq — електричний кросовер, який випускається Cadillac, підрозділом автомобільного конгломерату General Motors (GM).

## Опис

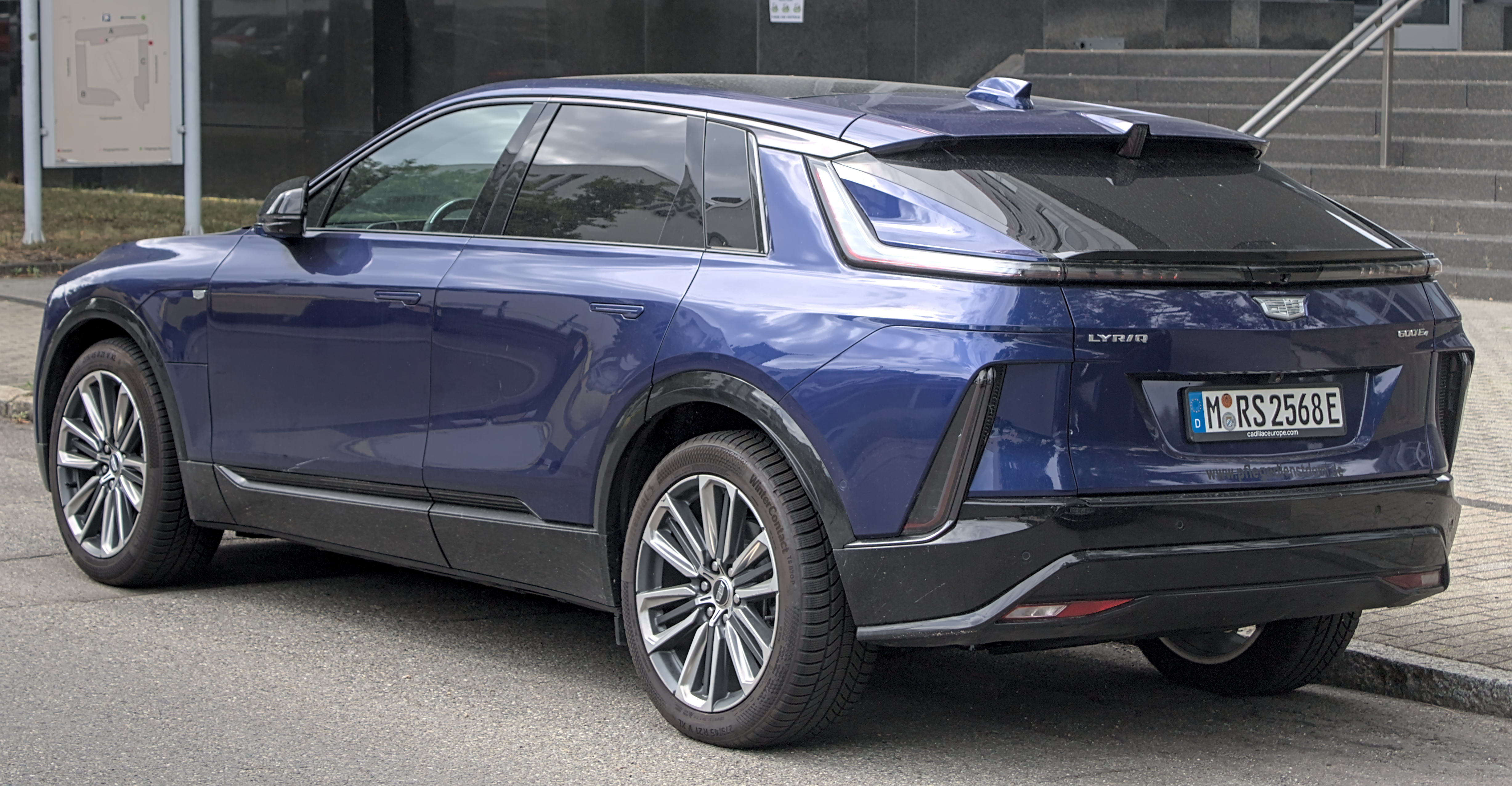

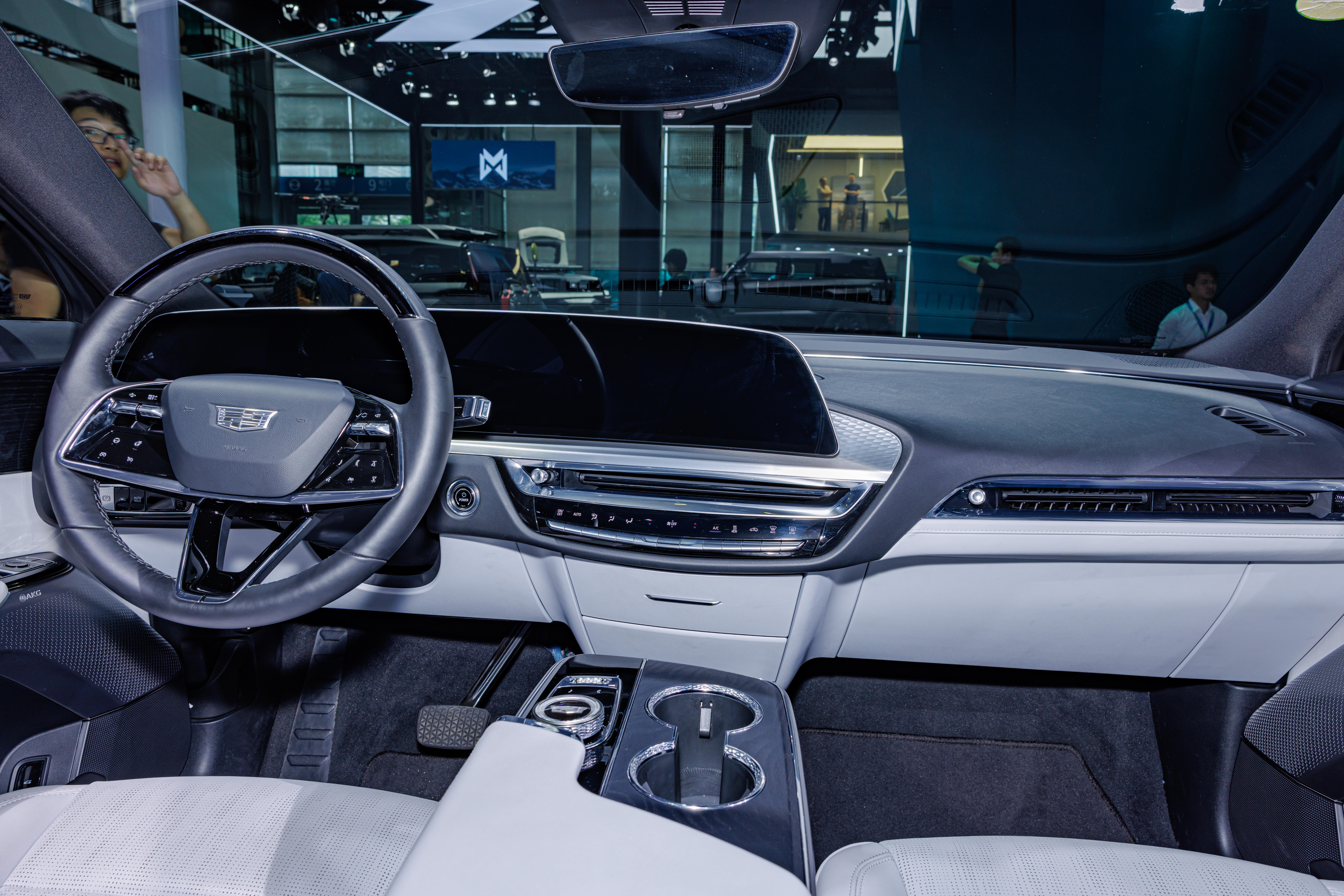

Це третій електромобіль GM (EV), продаваний у Північній Америці, після Chevrolet Bolt EV та EUV, і перший повністю електричний автомобіль Cadillac. Він представляє нову технологію, новий стиль дизайну, можливість припаркуватися і зайняти паркувальне місце, а також їхати по автостраді без водія за кермом, нову версію технології Super Cruise від GM. Він виготовляється на заводі Spring Hill Manufacturing у місті Спрінг Хілл, штат Теннессі, для Північної Америки, та на новому електромобільному заводі в Янтаї, Китай, для Азії.
Великий електричний кросовер Cadillac Lyriq дебютував 21 квітня 2021 року як серійна модель. Початкова ціна — 59 990 $. Замовлення від американців почали прийматися з вересня, а продажі почалися в першій половині 2022 року (модельним вважається 2023-й). В основі Лірика лежить задньопривідна платформа Ultium, тому електромотор потужністю 255 кВт (347 к. с., 440 Н·м) розташований на задній осі, привід — задній. Батарея LG Chem із 12 модулів типу NCMA місткістю 100 кВт·год обіцяє запас ходу понад 300 миль (482,8 км) за стандартом EPA.
Cadillac Lyriq 2023 розганяється до 100 км/год в середньому за 6 секунд та розвиває максимальну швидкість 190 км/год.

## Модифікації
- 1 електродвигун 345 к.с. 441 Нм батарея 100.4 кВт·год
- 2 електродвигуни 510 к.с. 610 Нм батарея 100.4 кВт·год
- Lyriq-V 615 к.с. 881 Нм батарея 102 кВт·год

## Комплектації та характеристики
| Комплектація    | Ємність батареї, кВт | Запас ходу (NEDC), км | Розгін 0-100 км, сек | Кількість місць | Потужність, кВт/к.с | Максимальна швидкість, км/год | Привід | Швидкість зарядки (повільна/швидка), год |
| --------------- | -------------------- | --------------------- | -------------------- | --------------- | ------------------- | ----------------------------- | ------ | ---------------------------------------- |
| Luxury RWD      | 95.7                 | 653                   | 6.35                 | 5               | 255/347             | 190                           | Задній | 15,5/0,67                                |
| Premium RWD     | 95.7                 | 653                   | 6.35                 | 5               | 255/347             | 190                           | Задній | 15,5/0,67                                |
| Performance 4WD | 95.7                 | 608                   | 4.6                  | 5               | 375/510             | 210                           | Повний | 15,5/0,67                                |

## Продаж
| Рік  | США   |
| ---- | ----- |
| 2023 | 2.316 |